# Balduin al III-lea de Flandra
Balduin al III-lea, supranumit cel Tânăr (n. cca. 940–d. 1 ianuarie 962) a fost conte de Flandra, care a condus comitatul pentru scurtă vreme, alături de tatăl său, Arnulf I.

## Viața
Balduin era fiul contelui Arnulf I de Flandra cu cea de a doua sa soție, Adela de Vermandois, fiică a contelui Herbert al II-lea de Vermandois. Tatăl său l-a numit pe Balduin co-guvernator al comitatului în 958, însă Balduin a încetat din viață înaintea tatălui și succesiunea a revenit fiului său minor, Arnulf al II-lea, cu Arnulf I activând ca regent al acestuia.
De-a lungul scurtei sale domnii, Balduin și-a luat răspunderea de a întemeia industria manufacturieră a lânii de la Gent, precum și piețe în alte orașe din Flandra. După moartea lui Balduin, Arnulf I a stabilit pentru regele Lothar al Franței să devină protectorul fiului lui Balduin, Arnulf al II-lea.

## Familia
Cu puțin înainte de 961, Balduin s-a căsătorit cu Matilda de Saxonia (d. 1008), fiică a ducelui Herman de Saxonia din dinastia Billungilor, cu care a avut un fiu, moștenitorul său: 
- Arnulf al II-lea.[2]